# Noticiero Mediodía
"Noticiero Mediodía" era el noticiero de América 24 en el horario de 12 a 13. A cargo de Carolina Losada y Andrés Ferraro. La actualidad inmediata y el trato de temas relacionados con la sociedad son protagonistas. 
Integraron su equipo: Fernando Carolei (deportes), Ricardo Testa (internacionales), Clara Salguero (jubilados) y Pablo Lastra (clima).
Mòviles con Marcelo Padovani, Stella Maris Campos y José Hernández.